# Audrey Henshall
Audrey Shore Henshall OBE, FSA, HonFSAScot (* 1927 in Oldham, Lancashire, England; † 14. Dezember 2021 in Edinburgh) war eine britische Prähistorikerin.

## Leben
Henshall studierte an der University of Edinburgh und graduierte 1949 als Master of Arts. Von 1960 bis 1971 arbeitete sie als Assistant Keeper of Archaeology am National Museum of Antiquities of Scotland. Den Schwerpunkt ihrer Forschungstätigkeit bildeten die Megalithgräber in Schottland. Hierzu publizierte sie 1963 und 1972 zwei Bände. Gemeinsam mit anderen Forschern folgten weitere Detailstudien. Weiterhin widmete sich Henshall vorgeschichtlicher Keramik und Funden von frühen Textilien.
Sie war Fellow der Society of Antiquaries of London und Ehrenmitglied der Society of Antiquaries of Scotland. 1992 wurde sie zum Officer des Order of the British Empire ernannt. 2016 wurde sie von der Society of Antiquaries of Scotland mit der Dorothy Marshall Medal ausgezeichnet.

## Schriften
- The chambered tombs of Scotland. Band 1. Edinburgh University Press, Edinburgh 1963.
- The chambered tombs of Scotland. Band 2. Edinburgh University Press, Edinburgh 1972, ISBN 0-85224-190-9.
- mit James Leroy Davidson: The chambered cairns of Orkney. An inventory of the structures and their contents. Edinburgh University Press, Edinburgh 1989, ISBN 0-85224-547-5.
- mit James Leroy Davidson: The chambered cairns of Caithness. An inventory of the structures and their contents. Edinburgh University Press, Edinburgh 1991, ISBN 0-7486-0256-9.
- mit James N. G. Ritchie: The chambered cairns of Sutherland. An inventory of the structures and their contents. Edinburgh University Press, Edinburgh 1995, ISBN 0-7486-0609-2.
- mit James N. G. Ritchie: The chambered cairns of the central Highlands. An inventory of the structures and their contents. Edinburgh University Press, Edinburgh 2001, ISBN 0-7486-0643-2.
- The chambered tombs of the Isle of Man. A study by Audrey Henshall 1969–1978. Herausgegeben von Frances Lynch und Peter Davey, Archaeopress, Oxford 2017, ISBN 978-1-78491-468-4.